# Namdżilyn Norowbandzad
Namdżilyn Norowbandzad (mong. Намжилын Норовбанзад; ur. 1931, zm. 21 grudnia 2002) – mongolska śpiewaczka tradycyjnych pieśni ludowych urtyn duu.

## Życiorys
Namdżilyn Norowbandzad urodziła się w rodzinie nomadów w 1931 roku w somonie Deren w ajmaku środkowogobijskim. W 1957 roku za wykonanie urtyn duu otrzymała złoty medal na 6. Światowym Festiwalu Młodzieży i Studentów w Moskwie, po czym rozpoczęła karierę śpiewaczą w Państwowym Zespole Pieśni i Tańca. Propagatorka tradycyjnego śpiewu mongolskiego i pieśni urtyn duu. Nauczycielka i konsultant Narodowego Zespołu Pieśni i Tańca. Zmarła 21 grudnia 2002 roku. 

## Nagrody
- 1957: złoty medal na 6. Światowym Festiwalu Młodzieży i Studentów[2]
- 1961: tytuł Zasłużony Śpiewak[2]
- 1979: nagroda dla najlepszego artysty Mongolii[2]
- 1984: najwyższe odznaczenie państwowe Mongolii[2]
- 1993: nagroda miasta Fukuoka za wkład w kulturę Azji[2]